# Revolta de Kościuszko

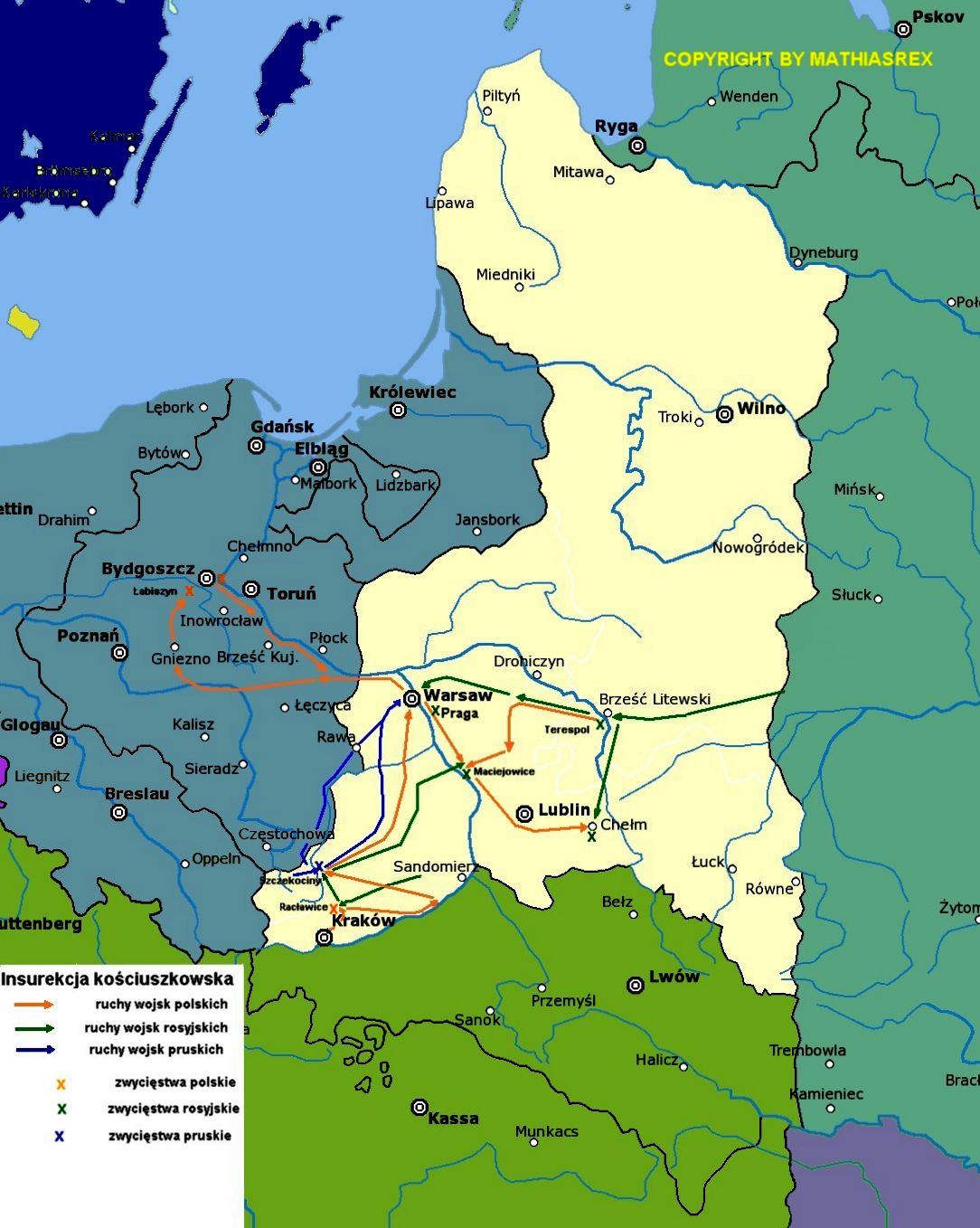
Mapa dos acontecimentos da revolta de Kościuszko em 1794

A revolta de Kościuszko ou insurreição de Kościuszko foi um levantamento organizado por Tadeusz Kościuszko na Polónia e Lituânia em 1794. Visava libertar a República das Duas Nações (Polónia e Lituânia) da influência russa e prussiana após a segunda partilha da Polónia (1793) e a criação da Confederação Targowica.